# 이비·패좌의 난
이비·패좌의 난(利備勃左 ── 亂)은 1190년(명종 20년) 이래 약 15년에 걸쳐 일어난 경상도 지방의 민란이다. 민란 중심지가 고려의 동경, 곧 경주였으며, 반란의 기치가 신라 재흥이었으므로 신라 부흥 운동(新羅復興運動)으로 부르기도 한다.

## 개설
경주 민란은 전후 6,7차에 걸쳐 일어났는데, 그 중 1202년(신종 5년) 신라의 부흥을 외치면서 경주에서 일어난 농민군의 난이 유명하다.
이비(利備)를 두목으로 삼은 일당과 운문의 패좌(勃左)를 두목으로 한 일당은 신라 재흥을 표방하며, 각지에 격문을 돌려 주·군을 약탈하였다.
최충헌은 대장군 김척후(金陟候)를 총지휘관으로 삼아 철저히 토벌케 하였다. 이에 이비는 운문·울진·초전의 적을 규합하여 삼군(三軍)을 편성하고, 주·군을 회유·위협했다. 고려 정부는 김척후 대신 다시 정언진(丁彦眞)을 파견하니, 정언진은 무당과 공모하여 이비를 체포, 난을 평정했다.
이후 동경을 경주로 개칭하여 격을 낮추었다.

## 같이 보기
- 김사미·효심의 난
- 정방의의 난 (진주 민란)
- 경주 민란 (조선)

## 참고 자료
- 이 문서에는 다음커뮤니케이션(현 카카오)에서 GFDL 또는 CC-SA 라이선스로 배포한 글로벌 세계대백과사전의 "농민과 노비의 난" 항목을 기초로 작성된 글이 포함되어 있습니다.